# Stenatemnus orientalis
Stenatemnus orientalis är en spindeldjursart som beskrevs av Sivaraman 1980. Stenatemnus orientalis ingår i släktet Stenatemnus och familjen Atemnidae. Inga underarter finns listade i Catalogue of Life.